# 新塞利夫卡 (新塞利夫卡市鎮)
49°37′39″N 34°41′14″E / 49.62750°N 34.68722°E
新塞利夫卡（烏克蘭語：Новоселівка）是位於烏克蘭中部的村莊，由波爾塔瓦州波爾塔瓦區的新塞利夫卡市鎮負責管轄。該村處於斯溫基夫卡河畔，海拔高度89米，2022年人口671。